# Nicolás Pérez Jiménez

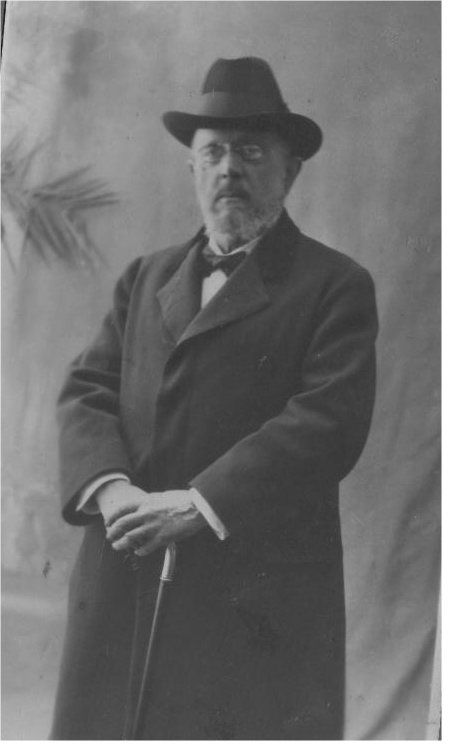
Nicolás Pérez Jiménez

Nicolás Pérez Jiménez (Cabeza del Buey, provincia de Badajoz, 6 de diciembre de 1854-12 de agosto de 1926) fue un científico, médico, historiador, poeta y fabulista español del siglo XIX.

## Biografía
Sobrino del poeta y escritor romántico Juan Leandro Jiménez, autor del Lexicón de voces y frases que faltan a los Diccionarios de la Academia, sintió desde niño la atracción por las letras. Doctor en medicina por la Universidad de Salamanca, hidrólogo y médico militar, poeta, fabulista e historiador, fue miembro, entre otras de la Real Academia de la Historia, de la Sociedad Española de Hidrología Médica, de la Academia de Histología de Madrid, de la Real Sociedad de Historia Natural de Madrid, de la Academia de Ciencias Médicas de Badajoz. Dejó escrita una abundante obra, si bien más prolija en lo científico que en lo literario.

## Historiador
De su labor como historiador da cuenta Vicente Barrantes en el informe que presenta sobre sus obras ante la Real Academia de la Historia, destacando de él su labor como biógrafo.
Escribió, entre otras obras:
- Muñoz-Torrero y su época, siendo esta una de las principales fuentes para el estudio de la figura del padre de la Constitución de Cádiz.
- Perfiles biográficos de Quintana, Moreno Nieto, Balmaseda y Jiménez.
- El estado de Capilla.
- Historia de la villa de Cabeza del Buey,
- Historia del Vizcondado de Siruela
- Los extremeños de tierra de Serena en la guerra de la Independencia.

## Científico
- Importancia de la química y reforma del su estudio en la Facultad de Medicina.
- Estudios físico-médico social de la Serena.

Publicó además de numerosos trabajos sobre enfermedades como el carbunco en la zona de Cabeza del Buey. Como médico hidrólogo fue un avanzado en cuanto a la investigación de las terapias con aguas termales y minerales. Escribió:
- Las termas de Fuencaliente
- Bosquejo climático de la estación Termas de San Hilario Sacalm (Gerona), de cuyo balneario en "la villa de las cien fuentes" fue director.

## Poeta y Fabulista
Lo mejor de su obra poética, junto con algunas de sus fábulas favoritas están recogidas en Mis impresiones donde derrama a través de sonetos, coplas y seguidillas de una maravillosa hechura lo más íntimo de su yo personal y familiar, como estos versos dedicados a su hija Ángela:
Hija querida,

Y te mando unas coplas

En seguidillas;

Que hasta los versos

Piden en el verano

En la obra Cien fábulas recoge magníficos y bellos ejemplos, sencillos y persuasivos, según el autor del prólogo, Víctor Balaguer, de este género olvidado.